# Aubrac (race bovine)
Pour les articles homonymes, voir Aubrac (homonymie).
L’Aubrac est une race bovine française originaire du plateau de l'Aubrac, dans le sud du Massif central. C'est une vache de taille moyenne, à la robe fauve avec les muqueuses, le toupet de la queue, le bout des cornes en lyre et le contour des oreilles noirs. Autrefois utilisée pour le travail, le lait et la viande. Aujourd'hui, c'est une race allaitante destinée à produire de la viande et du cuir. Les éleveurs l'apprécient notamment pour sa rusticité et ses qualités maternelles, qui lui permettent d'élever facilement ses veaux. Elle est souvent croisée avec des races typées "viande" comme le Charolais pour améliorer la conformation de ceux-ci.
L'Aubrac était autrefois associée aux burons, dans lesquels les éleveurs transformaient son lait en fourme durant l'estive. Cette pratique a presque disparu aujourd'hui, et à de très rares exceptions près, le fromage de Laguiole est fabriqué non plus avec du lait d'Aubrac mais avec celui de vaches simmentals, plus productives. Des éleveurs redéveloppent depuis de nombreuses années une souche laitière.

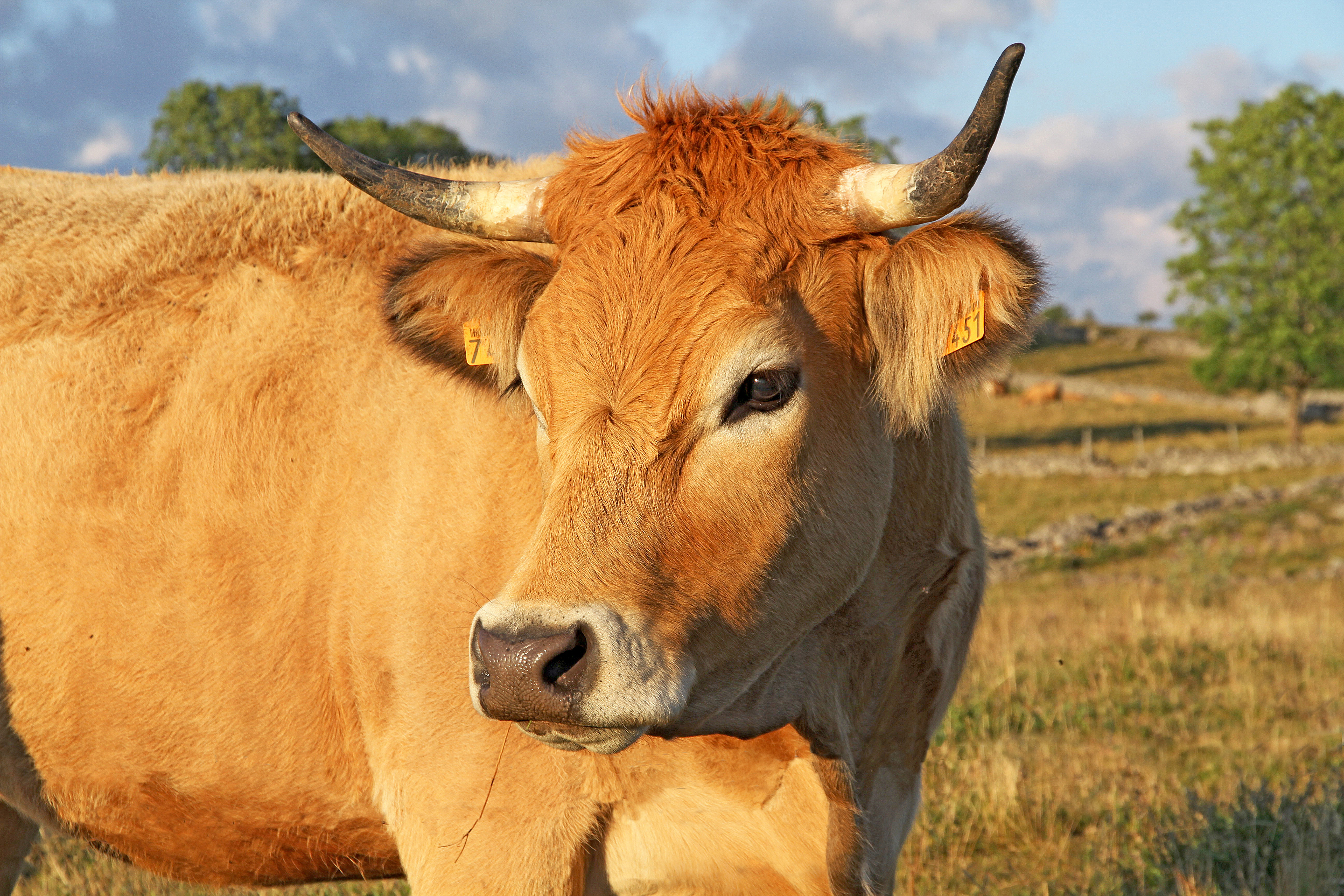
Vache aubrac en Aubrac

## Histoire

### Origine
Cette race fait partie, pour certains auteurs, du rameau brun, un vaste rameau comprenant notamment la brune des Alpes, la tarentaise ou encore la mirandaise. Elle pourrait être plus précisément apparentée à la gasconne. Au sein de ce rameau brun, on la rattache souvent à la branche fauve, et non à la branche alpine. Elle serait alors la descendante d'une race venue d'Afrique du Nord et arrivée en Espagne puis dans le Sud-Ouest de la France avec la migration des Arabes au VIIe siècle, tout comme la parthenaise qui lui ressemble fortement, ainsi que les races proches (nantaise et maraîchine). Ceci expliquerait également sa ressemblance avec diverses races espagnoles. Des études récentes sur le patrimoine génétique des différentes races bovines tendent cependant à la rapprocher de la salers, qui est proche géographiquement et que l'on rattache au rameau rouge, qui trouverait son origine dans une domestication locale de l'aurochs en Espagne. Dans tous les cas, elle est présente depuis très longtemps sur le plateau de l'Aubrac où elle s'est adaptée aux rudes conditions climatiques qui lui ont forgé une réputation de rusticité.

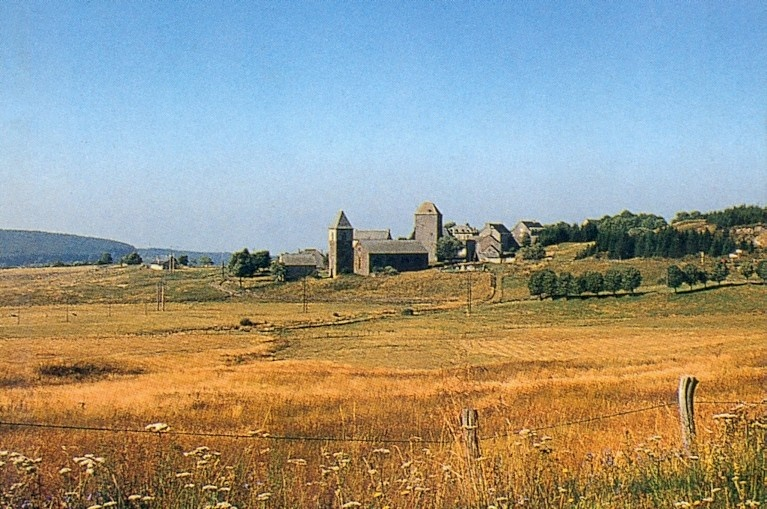
Bourg d'Aubrac et sa domerie, premier haut lieu de l'élevage des aubracs.

L’aire de répartition que l’on attribue aujourd’hui à l'Aubrac présentait différentes populations bovines, qui ont peu à peu été intégrées à ce que l’on connait comme l'Aubrac, influençant cette dernière. Ainsi, les populations bovines du Rouergue, des Causses et du Ségala, qui n’étaient pas très bien définies, ont été absorbées par l’Aubrac. De même la race d’Anglès qui peuplait le Tarn, l’Aude et l’Hérault, et la race de la Montagne Noire ont disparu, cédant leur place aux bovins de l’Aveyron  de la Lozère et du Cantal . Une autre race, la race du Gévaudan, partageait presque le même berceau que l’Aubrac, s’en distinguant par sa plus grande taille et sa plus grande productivité laitière. De ces diverses populations, l’Aubrac a pu conserver quelques traits comme ses diverses tonalités de robe.
On retrouve des traces d'un élevage plus organisé au XVIIIe siècle : les moines bénédictins d'Aubrac commencèrent à mener une gestion rationnelle de leur troupeau. Ils fixent certains caractères et leur troupeau s’homogénéise petit à petit pour former un premier socle de la race Aubrac. Leurs efforts sont mis à mal par la Révolution française, qui confisque les biens de l'église et met un arrêt à la démarche de sélection entreprise par les moines. Il faudra attendre la fin de cette période mouvementée de l'histoire et la fin des guerres napoléoniennes avant que la race ne se restructure.

### Premiers pas de la sélection

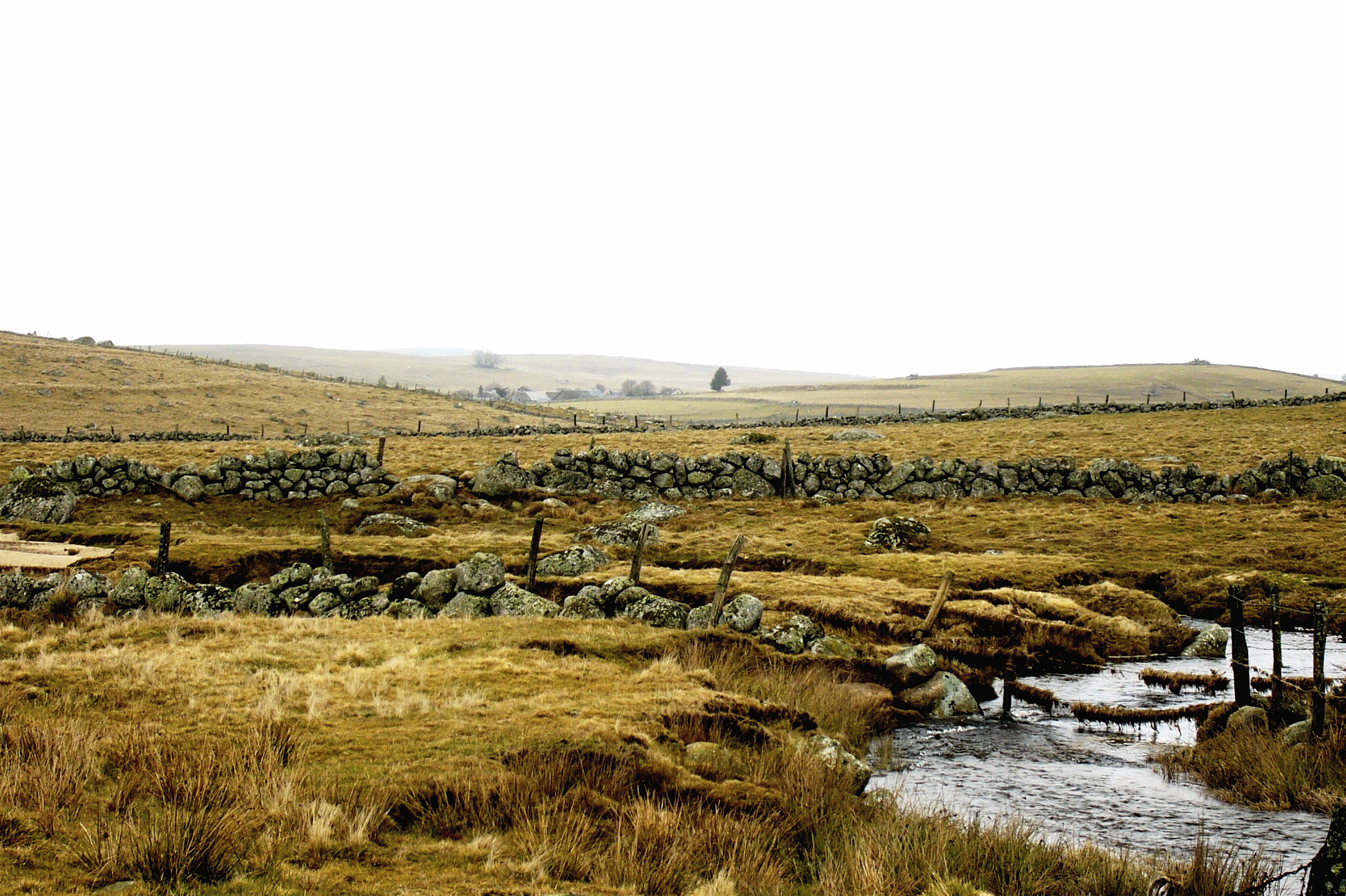
L’élevage a contribué à façonner le paysage caractéristique de l'Aubrac, avec ses pâtures délimitées par des murets.

Au début du XIXe siècle, la race Aubrac est inquiétée par l’introduction de races étrangères dans son terroir d'origine comme la brune des Alpes, avec laquelle elle est croisée . Les bêtes importées sont en effet plus productives, et permettent de produire deux fois plus de fromage que les Aubrac. Mais les croisements effectués se soldent finalement par un échec car les éleveurs n’adaptent pas l’alimentation hivernale aux besoins plus importants des animaux croisés. Alors que la race aurait pu disparaître, les éleveurs du pays réagissent et s’organisent pour conserver sa pureté. Cet objectif est notamment défendu par la Société centrale d'agriculture de l'Aveyron, fondée en 1840. Elle met en place pour la première fois une sélection collective des animaux. Au cours du XIXe siècle, les concours se multiplient, mettant en avant les plus belles bêtes de la race et leurs éleveurs. On créé notamment le concours spécial de la race en 1880, où sont présentés les meilleurs reproducteurs Aubrac, et qui existent toujours aujourd’hui. D’autres tentatives de croisements de la race, avec des charolais notamment, échouent à cette époque non du fait de la résistance des éleveurs locaux à l’« infusion » de sang d’autres races, mais encore une fois parce que les conditions d’élevage ne s’améliorent pas sur le plateau et ne permettent pas d’exploiter le potentiel des animaux croisés.
Il faut attendre la fin de ce siècle pour trouver une sélection véritablement organisée. En effet en 1887 on commence à faire des efforts en pesant les animaux présentés aux concours, puis en 1888, à l’occasion de la création du livre généalogique de la race, on mesure leur production laitière. Celle-ci est très importante à l’époque car le lait de l’Aubrac sert à fabriquer du beurre mais surtout le fromage de Laguiole. Le herd-book Aubrac est créé dans la foulée en 1892, et les premières inscriptions d’animaux ont lieu en 1894.

### Apogée de la race et du système pastoral des burons

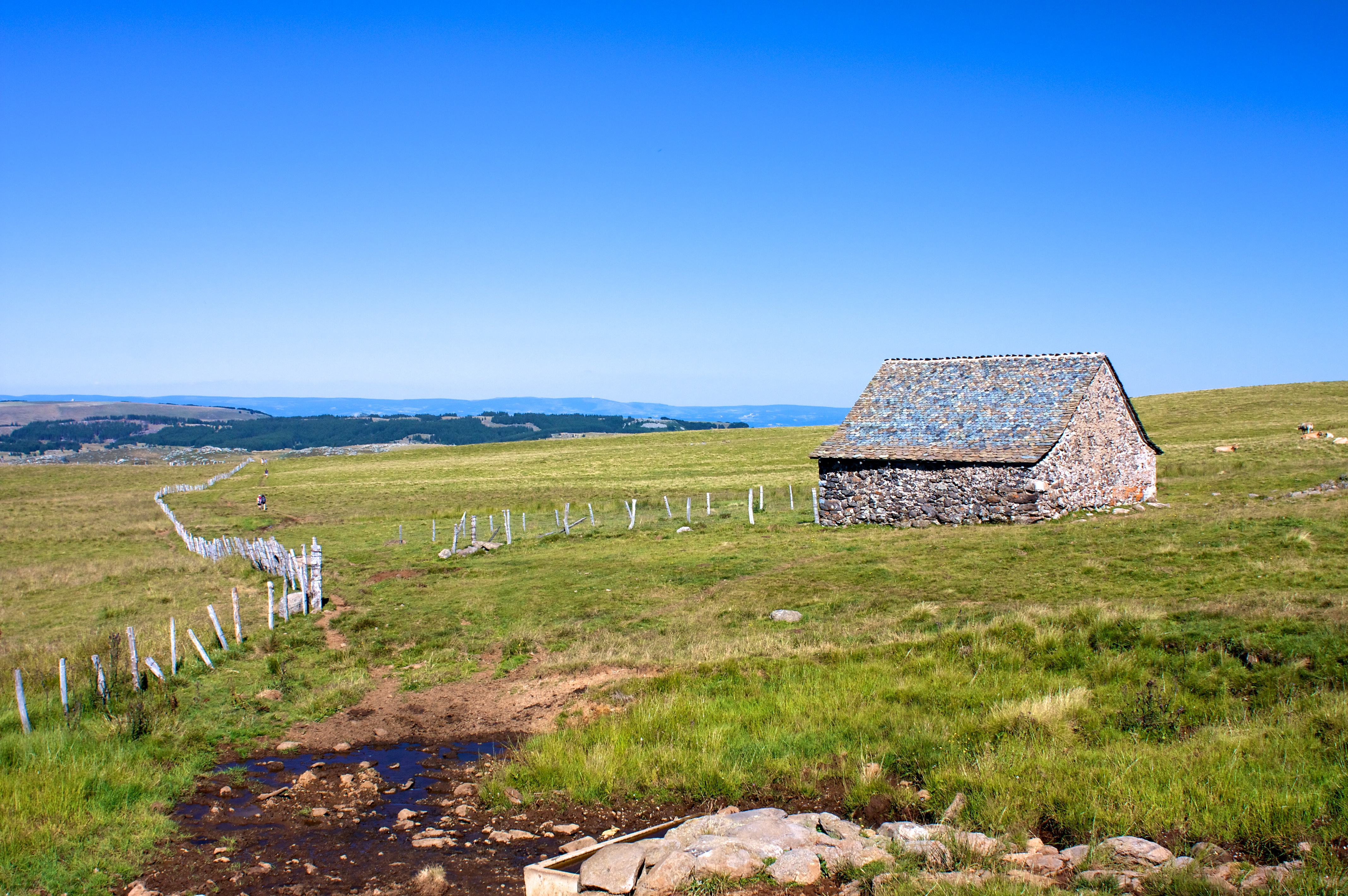
Les burons étaient au centre de systèmes pastoraux florissant à la fin du XIXe siècle et au début du XXe siècle.

Dans la deuxième partie du XIXe siècle, les éleveurs de l'Aubrac adoptent un système pastoral qui a fait ses preuves dans le Cantal avec la vache salers. Les éleveurs envoient leurs animaux dans la montagne pendant quatre mois, durant lesquels ils sont confiés aux buronniers. A la ferme, l'éleveur ne conserve que les bêtes vouées aux travaux des champs, et quelques laitières pour les besoins de la famille. Les autres animaux profitent de l'herbe de l'estive, valorisée au mieux par le savoir-faire des buronniers, qui valorise au mieux la production d'herbe en faisant circuler les animaux dans la montagne. Ils pratiquent la « fumade » (fumada), qui consiste à enclore la troupe dans un petit périmètre durant la nuit afin qu'elle en fertilise la végétation par leurs déjections. Sous l'impulsion de grands propriétaires qui acquièrent les terrains autrefois collectifs, l'exploitation des « montagnes », parcours d'altitude, se fait plus intensive. On y pratique le drainage, l'irrigation, le défrichement, ce qui permet d'augmenter la taille du cheptel qu'il peut accueillir. Les moutons sont peu à peu cantonnés aux plus mauvaises pâtures, et les vaches s'installent partout ailleurs. Les buronniers les traient et transforment leur lait cru en fromage de Laguiole. Le laguiole devient la production principale des éleveurs, qui vendaient auparavant des bœufs gras et des animaux de travail, principalement en direction du Midi. Le commerce du fromage est florissant et ce succès attire des spéculateurs venant de la bourgeoisie, qui acquièrent petit à petit les terres aux riches pâturages.

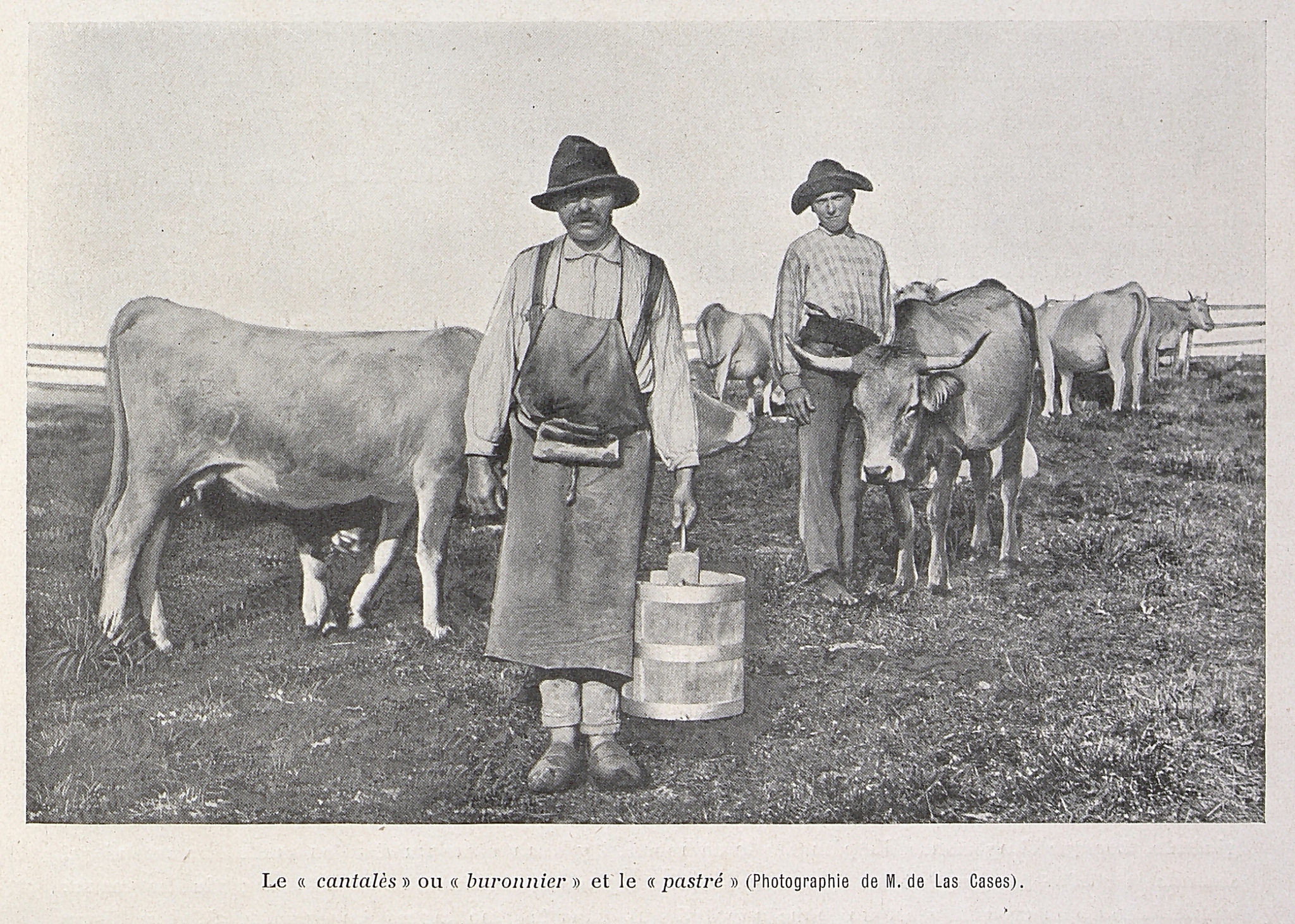
La traite estivale en plein air.

Au début du XXe siècle, la race connait son apogée, avec environ 320 000 animaux peuplant le sud du Massif central. La création des premiers Syndicats d'Élevage, en 1933, facilite le travail des éleveurs, en les assistant dans le choix des reproducteurs, les échanges avec d’autres éleveurs et l'introduction d’animaux de la race élevés hors du terroir d'origine.

### Déclin, puis renouveau actuel
Après 1945, les effectifs déclinent. En effet, les premiers tracteurs font leur apparition dans les fermes et la vocation d’animal de travail de la race n’a plus grand intérêt. La traction animale se maintient sur le plateau de l’Aubrac jusque dans les années 1960, mais le nombre de bœufs a déjà bien diminué à cette date. Par ailleurs l’Aubrac demeure une laitière plutôt médiocre par rapport à d’autres races qui se développent en France à cette époque comme la brune ou la holstein, qui la supplantent dans la production de fromage. Les burons sont peu à peu abandonnés dès les années 1930. Ainsi, alors qu’on comptait 350 burons à la fin du XIXe siècle, on n’en recensait plus que 141 dans les années 1950 et 3 en 1994. On cesse de traire les Aubrac à l’estive dans les années 1950 et 1960, la vie dans les burons et la traite en estive ne répondant plus aux aspirations de la société de l'époque. Par ailleurs, l'augmentation constante du coût du travail rend cette activité de moins en moins rentable : quand la vente de 100 kg de fromage de Laguiole permettait de faire vivre deux personnes au début du siècle, il en faut une tonne dans les années 1950. Les effectifs tombent alors à 55 000 têtes, dont seulement 2 500 sont inscrites.
Le renouveau vient dans les années 1960 à 1980, avec la conversion des vaches de laitières à allaitantes et production de veaux. En effet, l’Aubrac est une laitière peu productive en comparaison avec des races comme la prim’Holstein qui se développe très rapidement dans tout le pays, ou même la montbéliarde et la simmental qui combinent bonne production laitière et rusticité. C’est d’ailleurs la Simmental qui va supplanter l’Aubrac pour la fabrication du fromage de Laguiole . Cette race fournit actuellement 90 % du lait utilisé dans la production de ce fromage typique de cette région, qui était traditionnellement confectionné dans un buron avec du lait de vache Aubrac collecté en estive.
Pour obtenir des veaux mieux conformés et mieux valorisés sur le marché, on croise l’Aubrac avec des races à viande comme la charolaise. Le cheptel souche est donc à nouveau menacé par les croisements, et les éleveurs doivent veiller à bien assurer le renouvellement des vaches par la production de génisses de race pure. C’est ce à quoi s’attache l’Union Aubrac, unité de sélection et de promotion de la race créée à la suite de la loi sur l’élevage de 1966. Aujourd’hui la principale vocation de la race est de fournir des vaches rustiques et aux très bonnes qualités maternelles, véritables « moules à veaux » qui produisent des veaux en croisement avec des races à viande pour alimenter le marché du broutard.
Le cheptel français actuel de race Aubrac s’élève à environ 140 000 vaches mères, dont 35 000 vaches et 1 600 taureaux inscrits.

## Morphologie
Sous l’effet de la sélection opérée par l’Homme, les bovins Aubrac actuels sont un peu différents de ceux qui peuplaient la région au XIXe siècle.

### L’Aubrac auXIXesiècle
Au milieu du XIXe siècle, l’Aubrac est une petite vache robuste, avec de courtes pattes qui portent un fort tronc et un poitrail large. Nettement moins « gracieuse » qu’actuellement, l’Aubrac présente par contre d’ores et déjà sa tête caractéristique aux yeux maquillés de noir. Ses cornes sont par contre relativement courtes. Depuis elles se sont un peu allongées, peut-être à la suite de l’absorption de la « race d’Anglès » qui était réputée avoir de longues cornes.
Toutes les caractéristiques morphologiques des animaux n’ont pas été encore fixées par la sélection à l’époque. La couleur de la robe par exemple diffère d’un animal à l’autre. Si la couleur dominante est bien le fauve, les tonalités varient du pâle au foncé, et on observe des animaux aux extrémités et à la tête « charbonnée », notamment les taureaux, et d’autres arborent une robe dite « blaireau », teintée de gris.. L’influence des races locales qui ont été croisées et intégrées à la race Aubrac pourrait expliquer en partie ses différentes teintes.
Les photos les plus anciennes montrent généralement des animaux osseux et grêles. En fait, on observe que la conformation varie nettement suivant la zone géographique, et surtout suivant la richesse des pâtures.. Ainsi, les animaux de la région de Laguiole profitent de bonnes pâtures et sont beaucoup mieux conformés que ceux du nord-est de la Lozère qui doivent se contenter d’une végétation maigre qui pousse sur les sols schisteux de cette région.

### L’Aubrac aujourd’hui
Elle porte une robe fauve. La peau est noire, ce qui est visible aux naseaux et autour des yeux. L'encolure des taureaux est plus sombre, comme les extrémités (oreilles, bas des pattes et queue). Les cornes sont blanches avec l’extrémité noire. Les onglons sont noirs et durs. C’est une vache de format moyen (1,20 m de hauteur au garrot et 550 à 650 kg pour les femelles et 1,40 m et 950 kg pour les mâles). Les femelles ont en moyenne un tour de poitrine de 190 cm pour une profondeur de poitrine de 70 cm. Le bassin fait 53 cm de large.

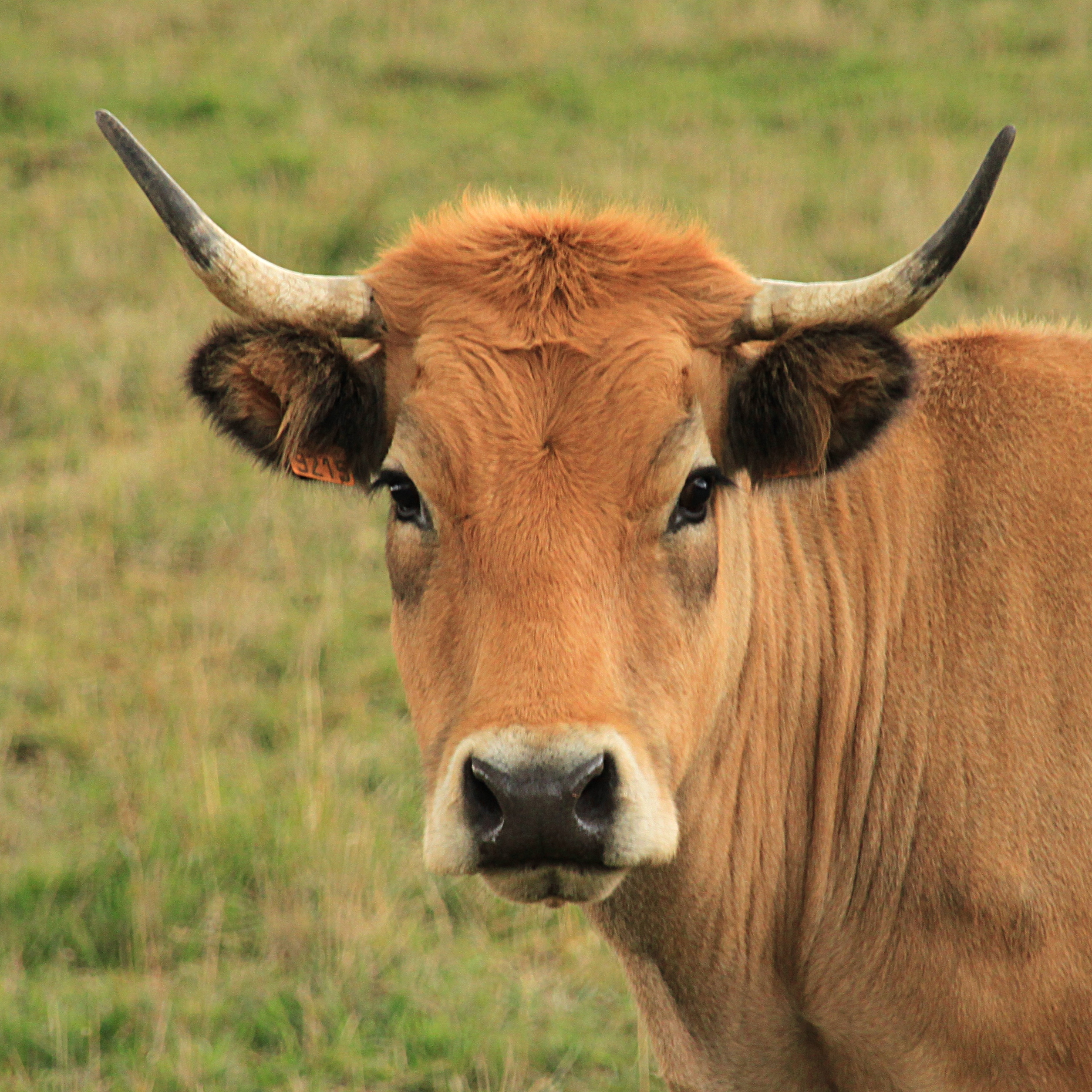
Tête d'une vache Aubrac aux yeux « maquillés » caractéristiques.

- Extrémités : les muqueuses, le toupet de la queue, les onglons, le bout des cornes et le contour des oreilles sont noirs. Chez le mâle, l’extrémité de la cupule est noire
- Cornes dirigées obliquement et légèrement en avant puis relevées et retournées en torsade, elles sont noires au sommet, la base devant être le plus blanc possible.
- Couleur : la robe fauve, unicolore mais nuancée, varie du froment au gris blanchâtre. La teinte est plus foncée sur les épaules et sur la croupe. Ce caractère est surtout accentué chez les mâles non castrés où l’avant main est proche de la couleur noire.
- Tête : le mufle, le bord des paupières et les cils sont noirs entourés d’une auréole blanche. La langue est aux 2/3 de couleur ardoisée à noire. L’œil vif est maquillé de noir (yeux d’Andalouse). Le chanfrein est plat et droit. Le front est carré. Le chignon large est souvent crépu. Les oreilles sont de taille moyenne, fines et bordées de poils noirs. Belle et expressive, la tête se termine par un mufle court et large.
- Corps : si le cou et les flancs sont plutôt courts, le poitrail et les reins sont larges. Le bassin et les hanches sont développés et plats. La ligne de dos est rectiligne, la poitrine très profonde et les côtes convexes. Le fanon est réduit mais la croupe est musclée. La culotte large et épaisse mais non rebondie, est bien descendue sur les jarrets et fermée au grasset.
- Harmonie : planté sur quatre membres solides, l’Aubrac est un animal de taille moyenne, soudé et trapu faisant apparaître les caractères d’une bête robuste.
- Membres : courts et fins, ils sont d’une solidité remarquable. Chaussé d’onglons de couleur noire, l’Aubrac bénéficie d’aplombs excellents avec des jarrets sains non engorgés.
- Queue fine, longue et sans trop de saillie à l’attache, elle est bien plantée et se termine par un toupet de crins noirs.

 Standard de la race formulé par l’Upra Aubrac

Certains caractères conduisent au refus de l’inscription des animaux qui les présentent. C’est le cas d’un développement musculaire trop marqué par exemple, ou de la présence de taches sur la robe ou la langue. Les animaux peu dociles, présentant des aplombs défectueux ou un nez fumé sont également refusés.

## Aptitudes
Comme chez beaucoup d'autres races, on cultivait autrefois chez l'Aubrac la triple aptitude travail/lait/viande. Aujourd’hui la race est tournée vers la production de viande, mais sort du lot par sa rusticité et ses qualités maternelles.

### Une race rustique bien adaptée à son milieu

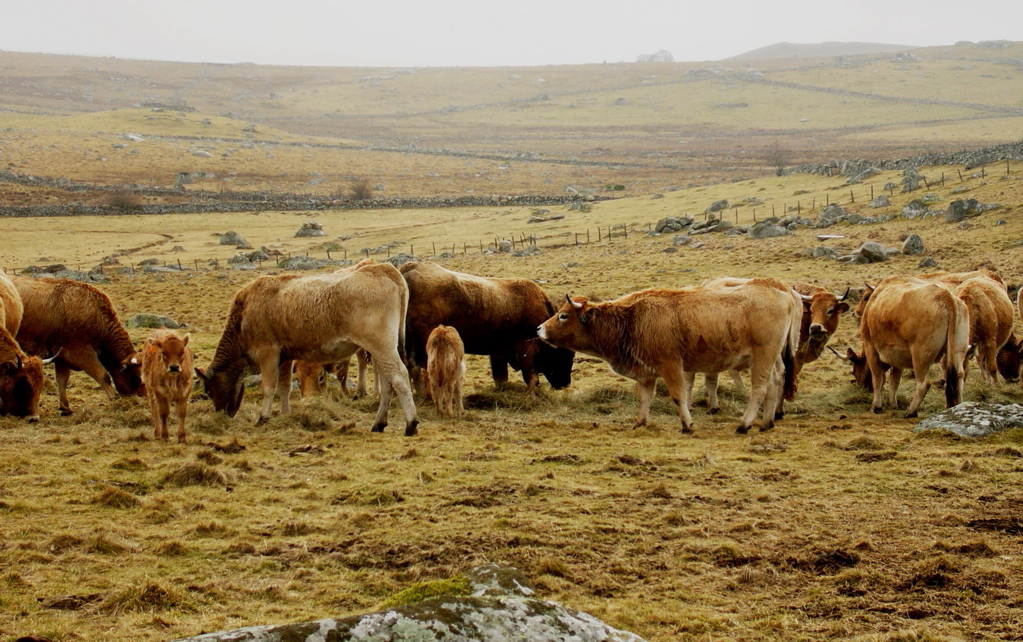
Les Aubrac valorisent bien les prairies des estives du Massif central.

C'est une ancienne race mixte devenue allaitante. La race est rustique, façonnée par sa montagne, entre 1 000 et 1 500 m d'altitude. Elle a de bons aplombs et des onglons durs, qui lui donnent une bonne aptitude à la marche. Elle supporte également sans difficulté les longs mois d’hiver passés à l’attache sur le béton. Elle résiste aux amplitudes thermiques courtes et à la rigueur du climat de sa région d’origine. Elle n’est pas non plus sensible à l'humidité des tourbières naturelles de l'Aubrac.
L'Aubrac valorise bien les fourrages grossiers, et a la capacité de mobiliser ses réserves corporelles lorsque son alimentation est pauvre, avant de les reconstituer dès que la période le permet. Elle s’adapte donc bien aux disponibilités fourragères, sans que ses performances ne soient trop touchées. Ainsi, son élevage nécessite peu de frais, que ce soit en alimentation ou en frais vétérinaires.

### Bovin de trait
Un des usages principaux de la race Aubrac au siècle dernier était le travail. Son aptitude à la marche dans des terrains difficiles la rendait très utile dans sa région d’origine. Pour tirer des charrettes en montagne, on préférait les vaches aux mâles, fait peu courant. Elles étaient réputées plus robustes et plus intelligentes, et pouvaient tirer une charge sur une plus grande distance qu’eux sur des chemins parfois pentus. Par contre, on préférait les bœufs pour le labour car ils étaient plus puissants. Une étude de 1899 concluait sur la supériorité des bœufs Aubrac par rapport aux Salers et aux Limousins, montrant les qualités d’animal de trait de cette race.
Alors que l’usage du tracteur se développe fortement après la Seconde Guerre mondiale, l’Aubrac reste utilisée jusque dans les années 1960, la mécanisation mettant un peu plus de temps qu’ailleurs à s’imposer dans le relief accidenté du Massif central.

### Un «moule à veau»
La vache Aubrac est réputée pour ses qualités maternelles. Elle est fertile et très féconde avec 98 % des vaches mises à la reproduction faisant un veau. Elle vêle avec facilité, même lorsqu’elle est croisée avec un taureau à viande, et nécessite donc moins de surveillance que les races allaitantes. Ses veaux sont viables, et seuls 0,3 % meurent à la naissance. Par ailleurs les pertes entre la mise bas et le sevrage sont inférieures à 5 %. Après le vêlage, elle est rapidement de nouveau fertile, et pour les presque 50 000 vaches en contrôle de performance en 2008 l'Intervalle Vêlage-Vêlage (IVV) moyen était de 375 jours. Elle a une bonne longévité : les vaches sont mises à la réforme à l’âge de 11 ans en moyenne, après avoir donné naissance à 8 ou 9 veaux. De plus 6 % des vaches mises à la reproduction ont plus de 12 ans. La gestation dure 283 jours. Le taux de gémellité est de 2 %.
La production laitière correcte des mères leur permet d'élever les veaux sans apport de concentrés dans les systèmes extensifs. Elles sont en effet capables de puiser dans leurs réserves pour assurer l'allaitement du veau jusqu'au sevrage, vers 8 à 9 mois. Elles produisent environ 10 litres de lait par jour, ce qui est très faible par rapport aux races laitières et a conduit à la réorientation de la race vers la production de viande. C'est aussi plus faible que certaines races allaitantes comme la Salers ou la charolaise, mais mieux que la limousine. Une souche laitière de l'Aubrac perdure, mais ne compte qu'un faible nombre d’animaux qui sont toujours traits dans la région de Carladès et de Pierrefort.

### Une modeste laitière
L’Aubrac n’a jamais été considérée comme une très bonne vache laitière. Si sa production est suffisante pour satisfaire les besoins de son veau, elle est très en deçà de celle des autres vaches laitières comme la Prim’Holstein, la Montbéliarde, la Normande ou la Simmental qui s’est aujourd’hui imposée dans son berceau d’origine. Même à la fin du XIXe siècle et au début du XXe siècle, lors de l’apogée de la race, les auteurs considèrent que sa production de lait est modeste, en comparaison de la Salers, sa voisine du Cantal, par exemple. Paradoxalement, c’est en partie grâce à son lait et au fromage de Laguiole, dont elle est à l’origine et qui a depuis obtenu une AOC, qu’elle s’est fortement développée .
Aujourd’hui, quelques animaux sont réputés « laitiers » pour avoir une meilleure production laitière que la moyenne de la race, et on compte un petit nombre de vaches traites.

### Une amélioration des aptitudes bouchères
|            | pure race | pure race | croisés charolais | croisés charolais |
| mâles      | femelles  | mâles     | femelles          |                   |
| ---------- | --------- | --------- | ----------------- | ----------------- |
| moyenne    | 273       | 239       | 281               | 247               |
| effectif   | 6 386     | 6 098     | 1 105             | 1 067             |
| écart-type | 38        | 29        | 40                | 30                |

Dans sa région d'origine, la plupart des animaux commercialisés sont vendus en maigre, pour être engraissés dans des régions qui disposent de plus de ressources alimentaires. Les jeunes animaux peuvent être vendus à différents âges suivant les élevages. On peut noter la particularité de la production de « bourrets », des animaux qui repassent à l'herbe après avoir été sevrés et avoir passé l'hiver sur l'exploitation. Ils sont vendus à 18 mois et destinés à un engraissement rapide en Italie pour pouvoir être abattus à une période de l'année où on manque généralement de viande, et où les prix sont soutenus.
| Type d'animal     | Âge (mois) | Poids vif (kg) | Période de commercialisation |
| Broutard          | 8 à 9      | 300            | septembre à novembre         |
| Report            | 10 à 11    | 340            | décembre à mars              |
| Broutard repoussé | 12-13      | 410            | décembre à mars              |
| Bourret           | 18         | 530            | juillet à septembre          |

Les éleveurs commercialisent également des animaux reproducteurs, jeunes mâles vendus généralement à 18 mois et femelles vendues entre 20-26 mois, prêtes à la saillie, ou pleines à 32-36 mois. Ce commerce concerne pas moins de 8 000 génisses par an. Afin qu'il soit encadré, les groupements de producteurs de l'UPRA Aubrac ont créé le GIE Aubrac, interface entre les acheteurs de reproducteurs et les éleveurs les commercialisant. Les meilleures génisses peuvent être engraissées sur place selon un cahier des charges défini et leurs carcasses bouchères pourront éventuellement être accréditées de la marque commerciale de certification « Génisse Fleur d’Aubrac » protégée par une indication géographique protégée (IGP). Selon le cahier des charges, la génisse doit être issue du croisement entre une vache Aubrac et un taureau Charolais. Elle est élevée avec le lait de sa mère jusqu'à son sevrage, puis alimentée avec les ressources fourragères de l'exploitation (herbe, foin, ensilage) avant une période de quatre mois de finition en stabulation à l'étable ou au pâturage. Elle est abattue entre 24 et 42 mois.
Au sein d'un territoire bien plus large comprenant l'Hérault, l'Aveyron, la Lozère, le Cantal, la Haute-Loire, les vaches de réforme de race Aubrac sont vendues en maigre, ou engraissées dans les exploitations agricoles. Leurs carcasses bouchères, transformées par l'industrie agroalimentaire, pourront éventuellement être accréditées de la marque commerciale de certification « Bœuf Fermier Aubrac » protégée par un Label rouge. Le cahier des charges impose que ces carcasses soient uniquement issues de bêtes de race Aubrac et proviennent de troupeaux français pratiquant la transhumance au-delà de 800 mètres d'altitude pendant 4 mois minimum. Selon l'Association Bœuf Fermier Aubrac, les bêtes vouées à la filière sont élevées de manière traditionnelle, et la viande bénéficie d'une longue période de maturation pour qu'elle acquière une saveur et une tendreté suffisantes.

## Distribution géographique

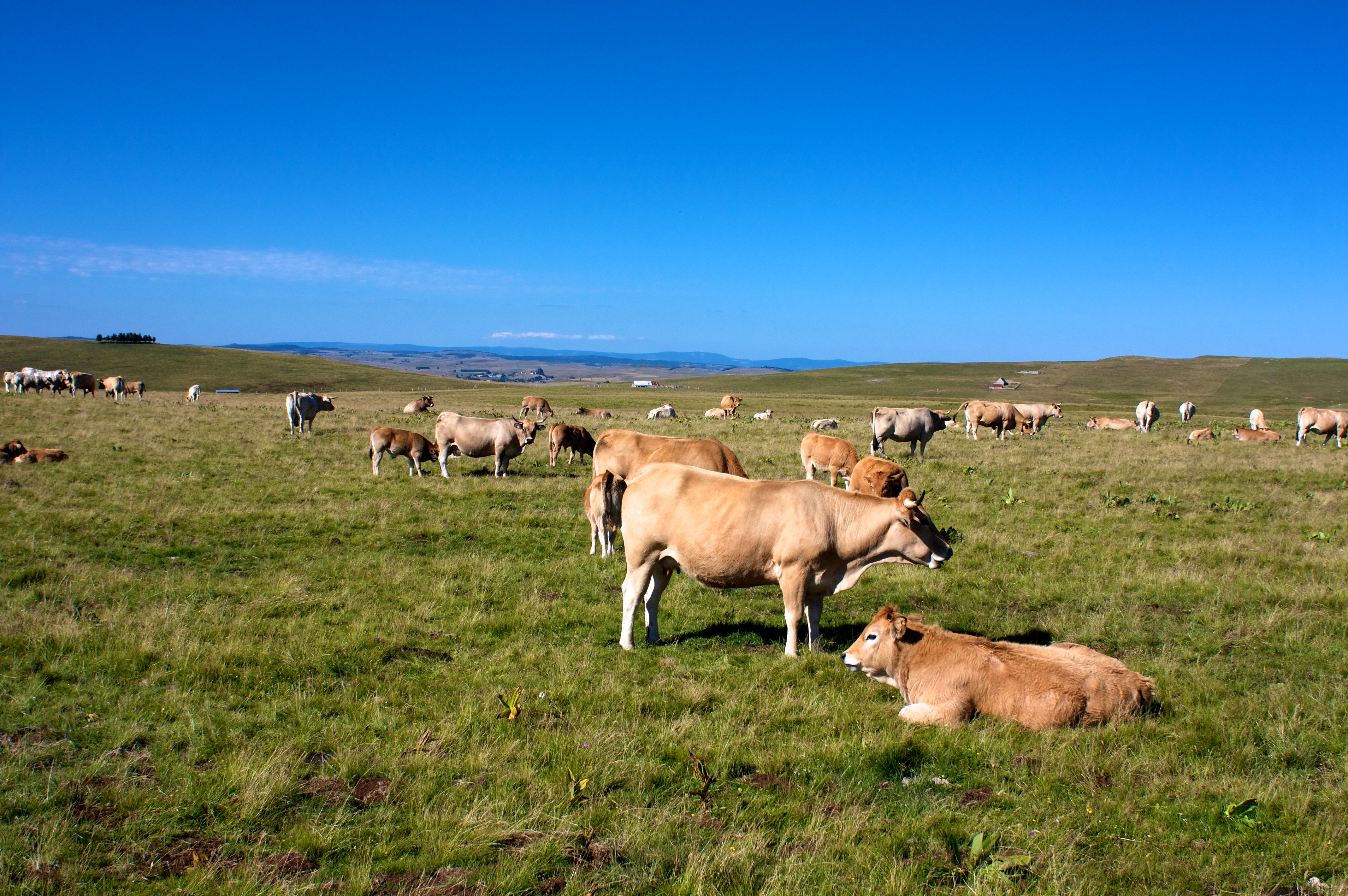
Vaches sur le plateau de l'Aubrac.

À l’origine, la vache Aubrac, également appelée « race de Laguiole » au début du XIXe siècle, se rencontre dans une bonne partie du sud du Massif central, ce chef-lieu de canton de l’Aveyron formant l’épicentre de sa répartition. Ainsi, à la fin du XIXe siècle elle est présente sur tout le plateau de l’Aubrac, et plus généralement dans l’ensemble des départements de l’Aveyron et de la Lozère. Elle s’étend jusque dans le sud-est du Cantal, dans la région de Saint-Flour, le sud-est de la Haute-Loire, et plus au sud dans le nord-est du Tarn et le nord-ouest de l’Hérault.
Au XXe siècle, elle a élargi son aire d’influence à l'ensemble du sud du Massif central, incluant les départements de la Haute-Loire, l’Ardèche, la Drôme, les Pyrénées orientales, l’Ariège, le Gard, l’Hérault, les Bouches du Rhône et les Landes. Elle est apparue dans les Garrigues languedociennes, pour l'entretien de l'espace rural en remplacement du mouton, dans le but de produire une viande mieux valorisée. Les broutards et laitonnes commercialisés approvisionnent notamment les ateliers d’engraissement du Tarn et de Tarn-et-Garonne, ainsi que de quelques départements du Nord de la France.
L’Aubrac présente des aptitudes à s’adapter à des milieux autres que celui de son origine : adaptation à la chaleur et à la sécheresse, à une alimentation pauvre et résistance au trypanosome. Plusieurs races françaises ont été exportées en Guyane, en milieu chaud et humide, mais seule l'Aubrac s'y est montrée rentable. Elle a aussi été exportée dans plusieurs autres pays, notamment en Irlande, Russie et aux États-Unis.

## Schéma de sélection

### Organisation de la sélection

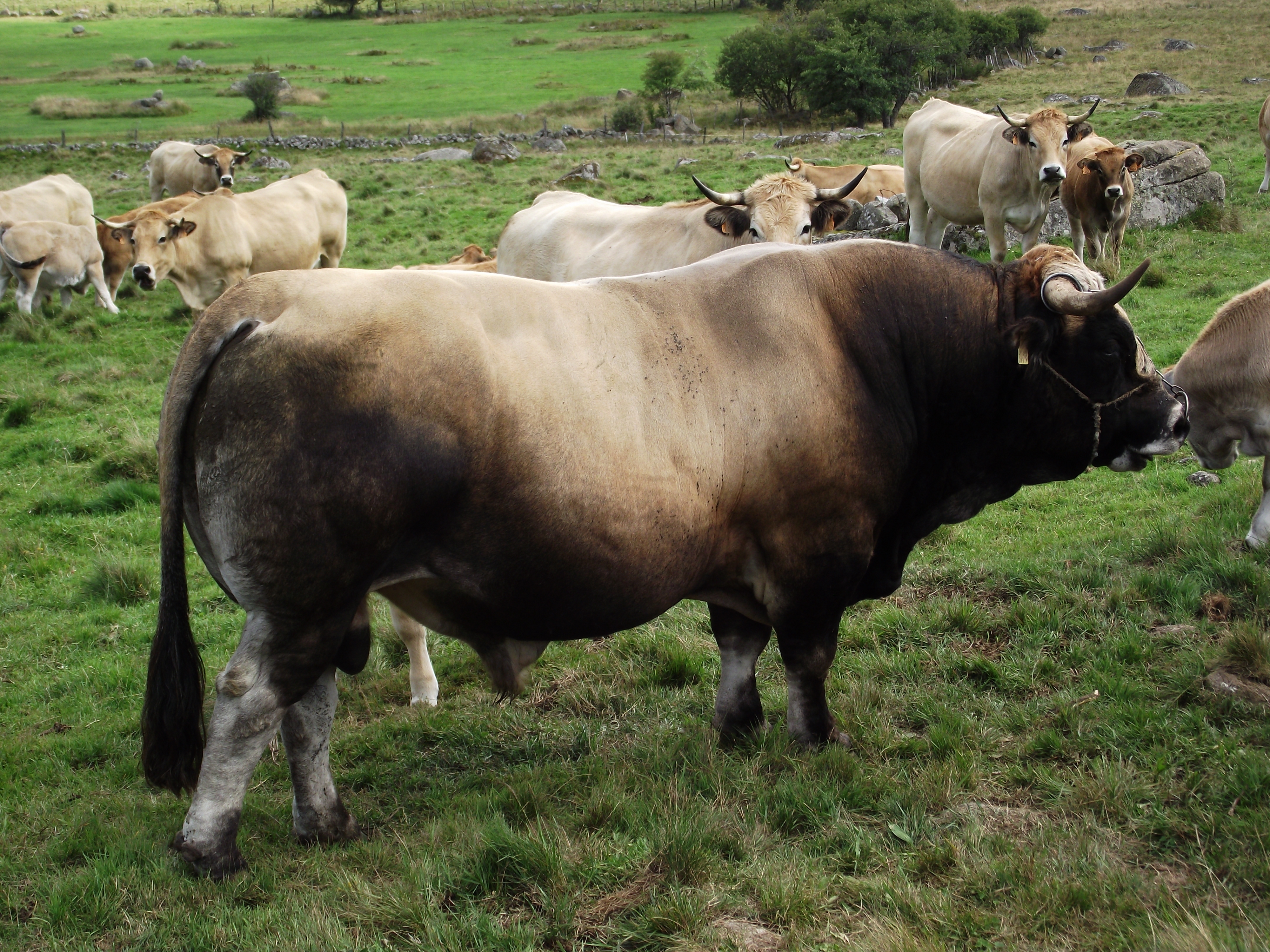
Taureau Aubrac.

La sélection de l'Aubrac est gérée par l'UPRA Aubrac, qui regroupe tous les organismes, associations, coopératives, entreprises de sélection intéressés par la sélection de la race, sa diffusion et sa promotion. Le principal membre de cette UPRA est le herd-book de la race : l'Union Aubrac. Il regroupe l'ensemble des éleveurs impliqués dans la sélection de la race, et qui ont donc inscrits leurs troupeaux.
Les éleveurs inscrits à la pesée des animaux via Bovin croissance ont plusieurs pesées de leurs veaux dans l’année, ce qui permet d’évaluer la croissance de ceux-ci, et ainsi la capacité de leur mère à les allaiter. Par ailleurs, les veaux sont pointés au moment de leur sevrage et on note alors leur développement squelettique et musculaire. Toutes ces informations sont importantes pour sélectionner les animaux. Chaque année 140 veaux mâles parmi les meilleurs de la race rentrent à l’âge de 9 mois à la station d’évaluation de La Borie. Cette station vise à évaluer les performances de ces animaux, destinés à être vendus comme reproducteurs, dans des conditions d’élevage identique. Pendant cinq mois on mesure leur croissance et on note leur morphologie.

### Critères de sélection actuels
Actuellement, la sélection porte sur deux aspects :
- la sélection de vaches « moule à veau », qui combinent toutes les qualités maternelles de la race, et demeurent robustes, sélection devant être facile à conduire dans de grands troupeaux, pour qu’elle reste adaptée aux élevages de sa région d’origine[29],
- la sélection de taureaux bien conformés, aptes à donner de jolis veaux en race pure.

Pour évaluer les qualités de reproduction, on s’intéresse à l’âge au premier vêlage, qui permet d’apprécier la précocité sexuelle de l’animal, l’objectif étant un premier vêlage à 36 mois, mais aussi à l’intervalle vêlage vêlage, pour évaluer la fertilité de l’animal, la facilité de vêlage et le rang de vêlage, qui donne une information sur la longévité et donc la robustesse de l’animal dans des milieux parfois difficiles. Ensuite, grâce aux pesées réalisées sur les veaux, on évalue la production laitière des mères, un critère également important dans la sélection de la race. Les aptitudes bouchères sont sélectionnées de manière moins importante, mais on surveille tout de même la morphologie des veaux au sevrage et leur croissance. L’UPRA dispose d’un Index synthétique, qui permet de noter les animaux de la race en fonction des critères cités précédemment, en leur accordant à chacun une importance spécifique en lien avec l’orientation que l’organisation souhaite donner à la race, et bien sûr la réalité économique des éleveurs. Cet index donne une importance de 70 % aux critères liés aux qualités maternelles contre 30 % pour ceux liés aux aptitudes bouchères des animaux.

### Souche laitière
En parallèle du schéma de sélection officiel, un groupe d'éleveurs laitiers a mis en place un programme de sauvegarde de la souche laitière de la race, avec l'aide du conservatoire du patrimoine biologique régional de Midi-Pyrénées. Ce programme a été lancé en 1991 avec l'appui du Syndicat de Défense et de Promotion du Fromage AOC Laguiole, ainsi que l’aide de l'Institut de l'Élevage, du herd-book Aubrac, et du Conservatoire du Patrimoine Biologique Régional. En effet, le schéma de sélection privilégie les qualités de reproduction et les aptitudes bouchères, ne mesurant pas précisément la production laitière des vaches. Ce caractère, moins efficacement sélectionné, a tendance à se détériorer avec le temps. Or, le maintien d’Aubrac laitières permettrait de conserver les acquis d’une longue période de sélection de la race, avant son changement d’orientation. L'Aubrac a également une image importante à préserver pour la production du fromage Laguiole. La traite de vaches Aubrac  pour la fabrication de ce fromage par la coopérative « Jeune Montagne » pourrait conforter l’image et la qualité de ce produit. Cela permettrait également de respecter au mieux le cahier des charges du fromage.
Pour satisfaire ces objectifs, des troupeaux ayant un passé laitier récent ont été visités, et une vingtaine de vieilles vaches ayant un bon potentiel de production laitière et de bonnes mamelles ont été achetées par le programme. Ces vaches sont accouplées avec des taureaux de type laitier, choisis parmi les taureaux récents mais également parmi des animaux utilisés dans les années 1970-80 dont on disposait encore de paillettes. Les génisses obtenues sont introduites dans les troupeaux de Simmental produisant du lait pour l’AOC, et on évalue leurs capacités laitières. Depuis 2005, ces génisses sont obtenues par transplantation embryonnaire : on prélève plusieurs embryons sur une vache de bonne qualité laitière après son insémination, et on implante ses embryons dans l’utérus de vaches Simmental. On produit une trentaine de génisses par an, qui sont à leur tour inséminées avec des taureaux de type laitiers.

## Élevage

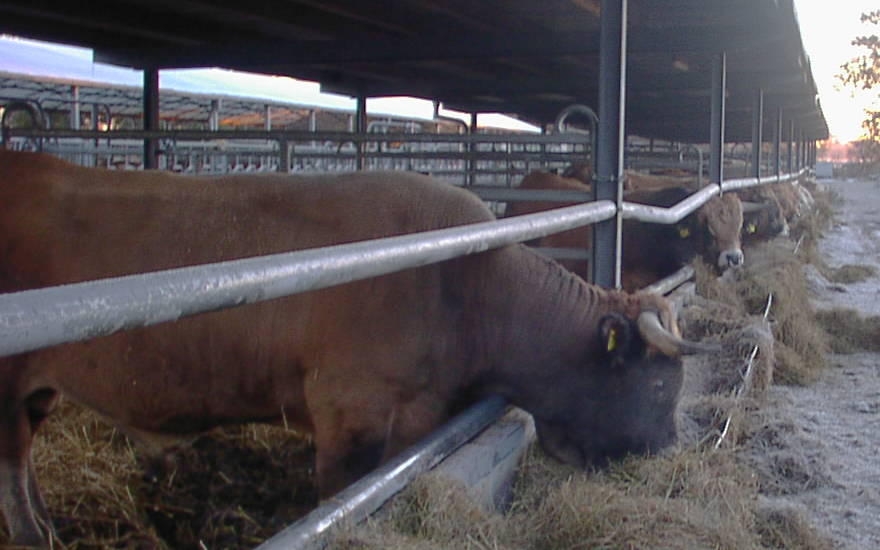
L'hiver les animaux sont rentrés en stabulation et alimentés avec des fourrages grossiers.

Élevé en étable l'hiver, le troupeau transhume l'été sur le plateau. Là, les vaches donnent un lait riche et parfumé qui sert à élaborer un fromage dans les burons. Les mâles alimentent un marché florissant de dressage de bœufs de travail.
Aujourd’hui quelques élevages ont conservé les bases de ces traditions, faisant transhumer les animaux au printemps et en été (du 25 mai au 13 octobre) sur les hauts plateaux de l'Aubrac. L’hiver, ils restent à l’attache et sont nourris avec des fourrages secs (foin et paille).

### Conduite de la reproduction
Dans la plupart des élevages, les vêlages ont lieu au début de l’année, de janvier à mars. Ainsi, les vaches bénéficient de la pousse de l’herbe à l’estive au moment où leurs besoins alimentaires sont les plus importants, car elles doivent fournir suffisamment de lait pour nourrir leur veau. La reproduction se fait principalement en monte naturelle, au printemps. Cette pratique est bien adaptée avec le mode d'élevage extensif généralement appliqué à la race. On peut toutefois noter que l’insémination artificielle s’est bien développée dans la race. Celle-ci permet une amélioration plus rapide du cheptel, en utilisant des taureaux bien connus et parmi les meilleurs de la race. En 2007, le taux d'insémination était de 12 %, les deux tiers en race pure et le tiers restant en croisement avec une race à viande. D'après les chiffres de l'EDE et du contrôle de performances, on peut observer que les éleveurs appliquent un taux de renouvellement de 18 % dans leurs troupeaux de vaches mères.

## L'Aubrac dans la culture

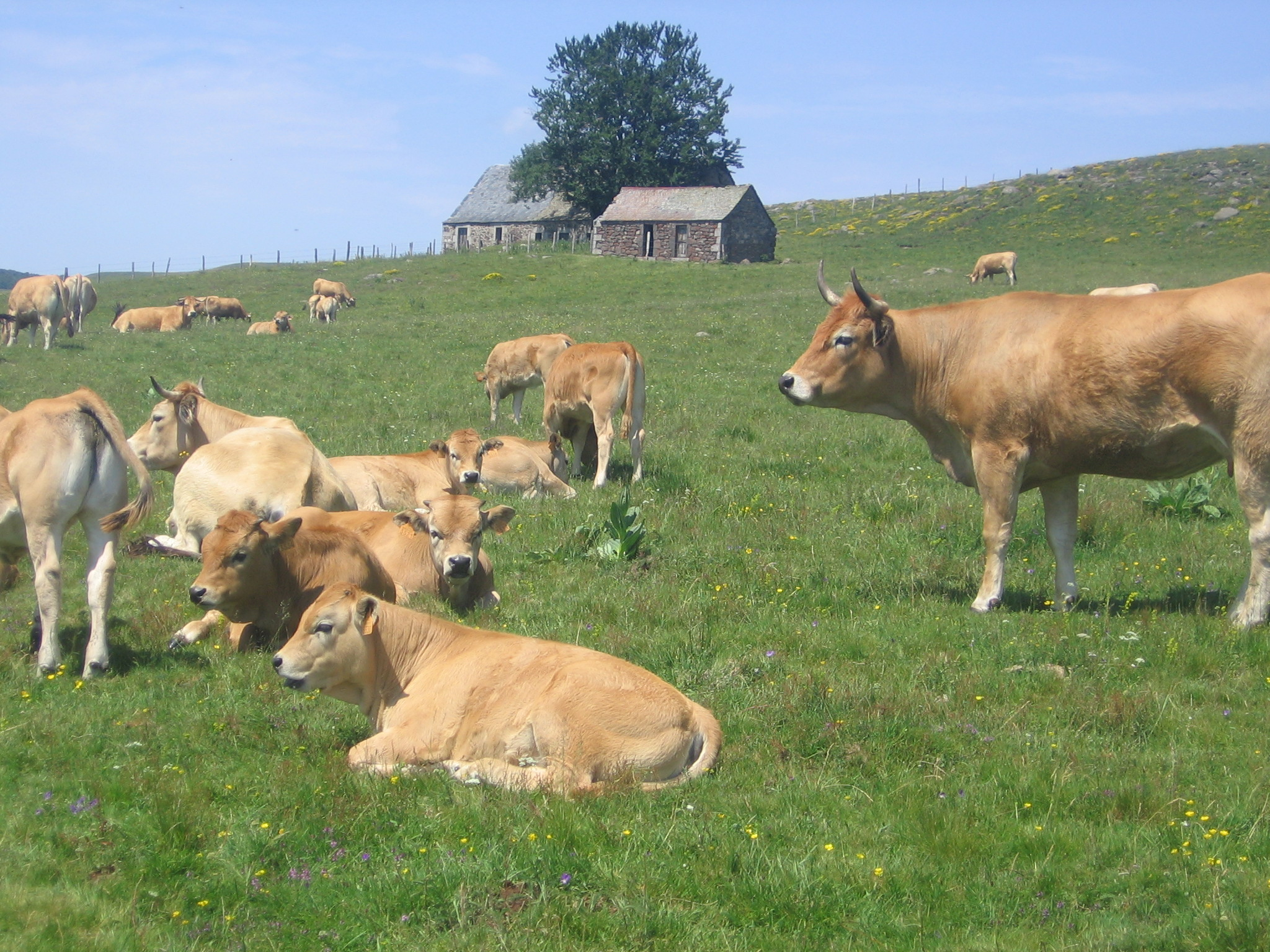
Des vaches de race Aubrac à côté d'un buron, véritable image d’Épinal du sud du Massif central.

L’Aubrac et les burons représentent une part du patrimoine du plateau de l’Aubrac. Cette tradition presque éteinte est préservée au buron de Camejane, dernier buron encore en activité. Fermé en 2007, ce buron est rouvert l’année suivante grâce à quelques passionnés, et produit du fromage à partir de vaches Aubrac traites à l’estive. En activité de mai jusqu’à la mi-octobre, le buron et ses buronniers accueillent les touristes venus déguster l'aligot, plat traditionnel confectionné à partir de tome fraîche, et observer les traditions ancestrales de la région.